# العلاقات الأرمينية الفيتنامية
العلاقات الأرمينية الفيتنامية هي العلاقات الثنائية التي تجمع بين أرمينيا وفيتنام.

## مقارنة بين البلدين
هذه مقارنة عامة ومرجعية للدولتين:
| وجه المقارنة                                              | أرمينيا                    | فيتنام           |
| --------------------------------------------------------- | -------------------------- | ---------------- |
| المساحة (كم2)                                             | 29.74 ألف                  | 331.69 ألف       |
| عدد السكان (نسمة)                                         | 2.93 مليون                 | 94.66 مليون      |
| الكثافة السكانية (ن./كم²)                                 | 98.52                      | 285.39           |
| العاصمة                                                   | يريفان                     | هانوي            |
| اللغة الرسمية                                             | لغة أرمنية                 | اللغة الفيتنامية |
| العملة                                                    | درام أرميني                | دونغ فيتنامي     |
| الناتج المحلي الإجمالي (بليون دولار)                      | 11.54 مليار                | 234.19 مليار     |
| الناتج المحلي الإجمالي (تعادل القوة الشرائية) بليون دولار | 25.41 مليار                | 553.42 مليار     |
| الناتج المحلي الإجمالي الاسمي للفرد دولار أمريكي          | 3.49 ألف                   | 2.48 ألف         |
| الناتج المحلي الإجمالي للفرد دولار أمريكي                 | 8.07 ألف                   | 5.63 ألف         |
| مؤشر التنمية البشرية                                      | 0.743                      | 0.666            |
| رمز المكالمات الدولي                                      | +374                       | +84              |
| رمز الإنترنت                                              | .am، .հայ ‏                 | .vn              |
| المنطقة الزمنية                                           | ت ع م+04:00، توقيت أرمينيا | ت ع م+07:00      |

## منظمات دولية مشتركة
يشترك البلدان في عضوية مجموعة من المنظمات الدولية، منها:
| علم المنظمة | اسم المنظمة                        | تاريخ انضمام أرمينيا | تاريخ انضمام فيتنام |
| ----------- | ---------------------------------- | -------------------- | ------------------- |
|             | بنك التنمية الآسيوي                | 2005                 | 1966                |
|             | مؤسسة التنمية الدولية              | 25 أغسطس 1993        | 24 سبتمبر 1960      |
|             | يونسكو                             | 9 يونيو 1992         | 6 يوليو 1951        |
|             | وكالة ضمان الاستثمار متعدد الأطراف | 5 ديسمبر 1995        | 5 أكتوبر 1994       |
|             | الأمم المتحدة                      | 2 مارس 1992          | 20 سبتمبر 1977      |
|             | الفريق المعني برصد الأرض           | ?                    | ?                   |
|             | الاتحاد البريدي العالمي            | ?                    | ?                   |
|             | البنك الدولي للإنشاء والتعمير      | 16 سبتمبر 1992       | 21 سبتمبر 1956      |
|             | الاتحاد الدولي للاتصالات           | 30 يونيو 1992        | 24 سبتمبر 1951      |
|             | منظمة حظر الأسلحة الكيميائية       | ?                    | ?                   |
|             | مؤسسة التمويل الدولية              | 18 أبريل 1995        | 4 أغسطس 1967        |
|             | منظمة التجارة العالمية             | 5 فبراير 2003        | 11 يناير 2007       |
|             | منظمة الشرطة الجنائية الدولية      | ?                    | ?                   |

## وصلات خارجية
- موقع وزارة الخارجية الأرمينية
- موقع وزارة الخارجية الفيتنامية